# Hunter Cattoor
Hunter Cattoor (Orlando, Florida; 17 de noviembre de 2000) es un baloncestista estadounidense que pertenece a la plantilla del BCM Gravelines de la LNB Pro A francesa. Con 1,91 metros de estatura, juega en la posición de base. 

## Trayectoria deportiva

### Universidad
Jugó cinco temporadas con los Hokies del Instituto Politécnico y Universidad Estatal de Virginia, en las que promedió 10,0 puntos, 3,1 rebotes, 1,8 asistencias y 1,0 robos de balón por partido. Acabó su carrera como el mayor anotador de triples de la historia de los Hokies, con 332, la séptima mejor marca de la Atlantic Coast Conference. En 2022 ganó además el Premio Everett Case al mejor jugador del torneo de la conferencia.

#### Estadísticas
| Año     | Equipo        | PJ  | PT  | MPP  | %TC  | %3P  | %TL  | RPP | APP | ROB | TPP | PPP   |
| ------- | ------------- | --- | --- | ---- | ---- | ---- | ---- | --- | --- | --- | --- | ----- |
| 2019-20 | Virginia Tech | 31  | 3   | 20.3 | 41.8 | .402 | .636 | 2.5 | 1.1 | 1.0 | .1  | 6.5   |
| 2020-21 | Virginia Tech | 22  | 2   | 22.3 | .456 | .433 | .791 | 1.8 | 1.3 | .9  | .5  | 8.5   |
| 2021-22 | Virginia Tech | 36  | 36  | 32.8 | .435 | .417 | .720 | 4.0 | 2.0 | 1.1 | 0.1 | 10.0  |
| 2022-23 | Virginia Tech | 30  | 30  | 34.1 | .430 | .424 | .765 | 3.7 | 2.4 | 1.0 | 0.1 | 10.8  |
| 2023-24 | Virginia Tech | 33  | 33  | 33.1 | .449 | .405 | .893 | 2.8 | 1.9 | .9  | .2  | 13,55 |
| Total   | Total         | 152 | 104 | 29.1 | .438 | .415 | .802 | 3.1 | 1.8 | 1.0 | .2  | 10.0  |

### Profesional
Tras no ser elegido en el Draft de la NBA de 2024, disputó las Ligas de Verano de la NBA con los Cleveland Cavaliers. El 4 de julio firmó su primer contrato profesional, con el BCM Gravelines de la LNB Pro A francesa. En el mes de octubre sufrió una lesión en la pantorrilla que le alejó de las canchas durante seis semanas.